# Сем Бразертон
Семюел Едвард «Сем» Бразертон (англ. Samuel Edward Brotherton, нар. 2 жовтня 1996, Окленд, Нова Зеландія) — новозеландський футболіст, захисник новозеландського клубу «Окленд Сіті».

## Клубна кар'єра
У дорослому футболі дебютував 2014 року виступами за команду клубу «Вондерерс Спешиал Клаб», в якій провів один сезон, взявши участь у 16 матчах чемпіонату. 
2015 року переїхав до США на навчання в Університеті Вісконсина-Медісона. Там і продовжив свою футбольну кар'єру, граючи за команду університету «Вісконсин Бедджерс» до 2016 року. Саме тоді він перейшов до складу команди «Де Мойн Менес».
1 лютого 2017 року підписав контракт з англійським клубом «Сандерленд» терміном на два роки.
29 січня 2019 року перейшов до складу американського клубу «Північна Кароліна».

## Виступи за збірні
Протягом 2015 року залучався до складу молодіжної збірної Нової Зеландії. На молодіжному рівні зіграв у 7 офіційних матчах, забив 1 гол.
2015 року дебютував в офіційних матчах у складі національної збірної Нової Зеландії у матчі проти Оману. Наразі провів у формі головної команди країни 7 матчів.
У складі збірної був учасником кубка націй ОФК 2016 року у Папуа Новій Гвінеї, здобувши титул переможця турніру та розіграшу Кубка конфедерацій 2017 року у Росії.

## Титули і досягнення
- Володар Кубка націй ОФК: 2016